# Mikkelin Jukurit
Mikkelin Jukurit ist ein finnischer Eishockeyverein aus Mikkeli, der 1970 gegründet wurde und seit 2016 in der Liiga, der höchsten finnischen Spielklasse, spielt. Ihre Heimspiele absolviert die Mannschaft in der 4200 Plätze fassenden Ikioma Areena.

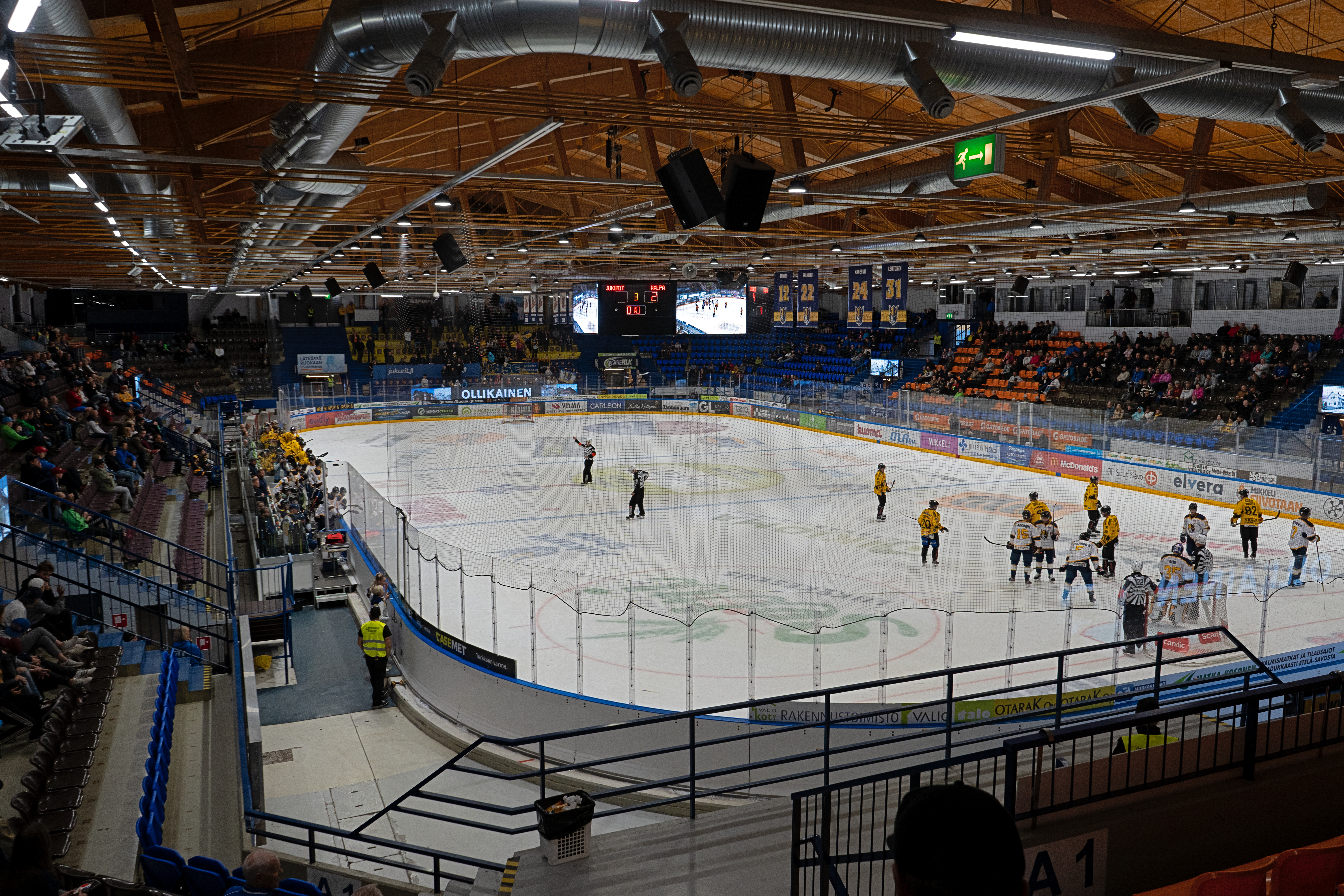
Innenansicht der Ikioma Areena (2019)

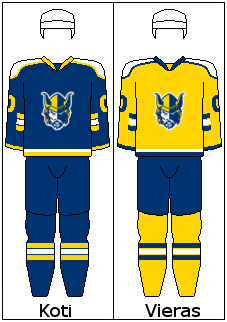
Spieluniform von Jukurit

Nachdem der Verein zuvor einige Jahre in der drittklassigen Suomi-sarja verbracht hatte, gelang durch den Gewinn der Meisterschaft in der Saison 1999/2000 der Aufstieg in die zweithöchste Spielklasse, die Mestis. In den drei folgenden Jahren gewann die Mannschaft jeweils die Meisterschaft der Mestis, jedoch blieb dem Team der Aufstieg in die SM-liiga verwehrt. In den Saisons 2003/04 bis 2007/08 belegte der Verein jeweils einen Platz unter den ersten drei und errang 2005/06 die vierte Meisterschaft in der Mestis. Jukurit ist somit bis heute die erfolgreichste Mannschaft in der Mestis.
Im Frühjahr 2007 hatte Jukurit die Möglichkeit, in die SM-liiga aufzusteigen. In der Liga-Qualifikation scheiterte das Team an KalPa Kuopio und spielt daher weiterhin in der Mestis. 2013 gewann Jukurit eine weitere Mestis-Meisterschaft, scheiterte jedoch erneut in der Relegation zur SM-liiga, diesmal mit 1:4 an Ilves Tampere.
Seit 2016 spielt der Verein in der Liiga, wie die höchste finnische Spielklasse nunmehr heißt. Dieser Aufstieg wurde durch die Insolvenz der Espoo Blues möglich. Cheftrainer wurde damals Risto Dufva, der 2018 durch Pekka Kangasalusta ersetzt wurde.

## Erfolge
- Meister der Suomi-sarja 2000
- Meister der Mestis 2001, 2002, 2003, 2006, 2013, 2015, 2016
- Vizemeister der Mestis 2004, 2007, 2011, 2014